# دون ألارد
دون ألارد (بالإنجليزية: Don Allard)‏ هو لاعب كرة قدم أمريكية ولاعب كرة القدم الكندية أمريكي، ولد في 21 أبريل 1936، وتوفي في 4 مايو 2002 في وينتشتر ‏ في الولايات المتحدة.

## وصلات خارجية
- دون ألارد على موقع كلية كرة السلة في سبورتس رفرنس.كوم (الإنجليزية)
- دون ألارد على موقع مرجع كرة القدم المحترفة.كوم (الإنجليزية)